# Perdita Weeks
Perdita Rose Weeks (Cardiff, 25 dicembre 1985) è un'attrice britannica.

## Biografia

### Carriera
Agli inizi della sua carriera ha recitato piccola parti in alcuni film quali Hamlet e Spice Girls - Il film. Nel 2000 ha recitato del film Il principe e il povero nel ruolo di Jane Grey, invece nel 2004 fa parte del cast del film Sherlock Holmes ed il caso della calza di seta.
Dal 2007 al 2008 recita la parte di Maria Bolena nella serie I Tudors, invece nel 2013 ottiene una parte in The Invisible Woman un film di Ralph Fiennes. È nel 2014 che si conquista il suo primo ruolo di rilievo come protagonista del film Necropolis - La città dei morti.
Nel 2018 recita nel film Ready Player One, inoltre sempre nello stesso anno entra nel cast tra i protagonisti di Magnum P.I. remake dell'omonima serie nella parte di Juliet Higgins, versione femminile del personaggio della serie originale interpretato da John Hillerman.

### Vita privata
È figlia di Susan e Robin Weeks. Studentessa d'arte al Courtauld Institute of Art, ha una sorella maggiore, Honeysuckle, e un fratello minore, Rollo.

## Filmografia

### Cinema
- L'ombra della follia (The Cold Light of Day), regia di Rudolf van den Berg (1996)
- El último viaje de Robert Rylands, regia di Gracia Querejeta (1996)
- Hamlet, regia di Kenneth Branagh (1996)
- Spice Girls - Il film (Spice World), regia di Bob Spiers (1997)
- Prowl, regia di Patrik Syversen (2010)
- The Invisible Woman, regia di Ralph Fiennes (2013)
- Necropolis - La città dei morti (As Above, So Below), regia di John Erick Dowdle (2014)
- Ready Player One, regia di Steven Spielberg (2018)

### Televisione
- Goggle Eyes – miniserie TV, episodio 1x03 (1993)
- Ghosts – serie TV, episodio 1x04 (1995)
- Screen Two – serie TV, episodio 14x03 (1996)
- Rag Nymph – miniserie TV, episodio 1x01 (1997)
- Il principe e il povero (The Prince and the Pauper), regia di Giles Foster – film TV (2000)
- Stig of the Dump – serie TV, 5 episodi (2002)
- L'ispettore Barnaby (Midsomer Murders) – serie TV, episodio 6x02 (2003)
- Sherlock Holmes ed il caso della calza di seta (Sherlock Holmes and the Case of the Silk Stocking), regia di Simon Cellan Jones – film TV (2004)
- I Tudors (The Tudors) – serie TV, 6 episodi (2007–2008)
- Il romanzo di Amanda (Lost in Austen) – miniserie TV, 4 puntate (2008)
- Four Seasons – miniserie TV, 4 puntate (2008-2009)
- Lewis – serie TV, episodio 3x04 (2009)
- Grandi speranze (Great Expectations) – miniserie TV, episodi 1x02-1x03 (2011)
- The Promise – miniserie TV, 4 puntate (2011)
- Titanic – miniserie TV, 4 puntate (2012)
- Flight of the Storks – miniserie TV, episodi 1x01-1x02 (2013)
- The Great Fire – miniserie TV, 4 puntate (2014)
- Penny Dreadful – serie TV, 4 episodi (2016)
- The Musketeers – serie TV, episodio 2x07 (2016)
- Rebellion – miniserie TV, 4 puntate (2016)
- Grantchester – serie TV, episodio 3x06 (2017)
- Magnum P.I. – serie TV, 96 episodi (2018-2024)
- Hawaii Five-0 – serie TV, episodio 10x12 (2020)

## Doppiatrici italiane
Nelle versioni in italiano dei suoi film, Perdita Weeks è stata doppiata da: 
- Chiara Gioncardi in Titanic, Necropolis - La città dei morti, Penny Dreadful
- Giulia Catania in Magnum P.I., Hawaii Five-0
- Connie Bismuto in Sherlock Holmes ed il caso della calza di seta
- Antilena Nicolizas in Ready Player One
- Ilaria Latini in Grandi speranze